# São José da Safira
São José da Safira est une municipalité brésilienne de l'État du Minas Gerais et la microrégion de Governador Valadares.